# Jones megye (Iowa)
Jones megye az Amerikai Egyesült Államokban, azon belül Iowa államban található. Lakosainak száma 20 646 fő (2020. április 1.). Jones megye Dubuque, Cedar, Jackson, Clinton, Linn és Delaware megyékkel határos.

## Népesség
A megye népessége az elmúlt években az alábbi módon változott:
| Lakosok száma | 20 685 | 20 731 | 20 594 | 20 611 | 20 466 | 20 646 |
|               | 2010   | 2011   | 2012   | 2013   | 2015   | 2020   |